# Filippo Alfonso Gonzaga
Filippo Alfonso Gonzaga (Novellara, 13 aprile 1700 – Massa, 13 dicembre 1728) è stato un nobile italiano.
Fu l'ultimo conte di Novellara dal 16 agosto 1727 al 13 dicembre 1728.

## Biografia
Filippo Alfonso era il terzogenito di Camillo III e di Matilde d'Este, figlia di Sigismondo III marchese di San Martino.
Nel 1702, dopo la battaglia di Santa Vittoria, il padre Camillo ospita nei suoi territorio il Re di Spagna, Filippo V. Il sovrano spagnolo, durante la sua permanenza a Novellara, tiene a battesimo Filippo Alfonso; in quest'occasione Camillo III Gonzaga e Filippo Alfonso Gonzaga vengono nominati Grandi di Spagna di prima classe.
Ammalatosi di tubercolosi in giovane età, successe al padre nell'agosto del 1727. Tra i primi provvedimenti che intraprese vi furono alcuni lavori di edilizia pubblica e di restauro a Novellara e la riorganizzazione del piccolo contingente armato della contea.
Gravemente malato, nell'agosto del 1728, fu deciso di trasferirlo a Massa, dove risiedeva la sorella Ricciarda, moglie di Alderano I Cybo-Malaspina, duca di Massa e Carrara.
Morì il 13 dicembre del 1728.
Con la sua morte il Casato dei Gonzaga di Novellara e Bagnolo si estinse, dal momento che il matrimonio tra il conte e la marchesa Eleonora Tanara non fu mai consumato.
La Contea fu amministrata fino al 1737 dalla sorella Ricciarda, quando, per i servigi resi durante la guerra di successione polacca fu assegnata a Rinaldo d'Este, duca di Modena e Reggio.

## Ascendenza
|                          |                             |                                      | Genitori                     |  |  | Nonni |  |  | Bisnonni           |  |  | Trisnonni         |  |
|                          |                             |                                      |                              |  |  |       |  |  | Camillo II Gonzaga |  |  | Alfonso I Gonzaga |  |
|                          |                             |                                      |                              |  |  |       |  |  | Camillo II Gonzaga |  |  | Alfonso I Gonzaga |  |
|                          |                             | Vittoria di Capua                    |                              |  |  |       |  |  | Camillo II Gonzaga |  |  |                   |  |
| Alfonso II Gonzaga       |                             |                                      |                              |  |  |       |  |  | Camillo II Gonzaga |  |  |                   |  |
|                          |                             | Caterina d'Avalos                    | Alfonso Felice d'Avalos      |  |  |       |  |  |                    |  |  |                   |  |
|                          |                             | Caterina d'Avalos                    | Alfonso Felice d'Avalos      |  |  |       |  |  |                    |  |  |                   |  |
|                          |                             | Caterina d'Avalos                    | Lavinia Feltria Della Rovere |  |  |       |  |  |                    |  |  |                   |  |
| Camillo III Gonzaga      |                             | Caterina d'Avalos                    |                              |  |  |       |  |  |                    |  |  |                   |  |
|                          |                             | Carlo I Cybo-Malaspina               | Alderano Cybo-Malaspina      |  |  |       |  |  |                    |  |  |                   |  |
|                          |                             | Carlo I Cybo-Malaspina               | Alderano Cybo-Malaspina      |  |  |       |  |  |                    |  |  |                   |  |
|                          |                             | Carlo I Cybo-Malaspina               | Marfisa d'Este               |  |  |       |  |  |                    |  |  |                   |  |
| Ricciarda Cybo Malaspina |                             | Carlo I Cybo-Malaspina               |                              |  |  |       |  |  |                    |  |  |                   |  |
|                          |                             | Brigida Spinola                      | Giannettino Spinola          |  |  |       |  |  |                    |  |  |                   |  |
|                          |                             | Brigida Spinola                      | Giannettino Spinola          |  |  |       |  |  |                    |  |  |                   |  |
|                          |                             | Brigida Spinola                      | Diana de Mari                |  |  |       |  |  |                    |  |  |                   |  |
| Filippo Alfonso Gonzaga  |                             | Brigida Spinola                      |                              |  |  |       |  |  |                    |  |  |                   |  |
|                          | Filippo II Francesco d'Este | Sigismondo d'Este                    |                              |  |  |       |  |  |                    |  |  |                   |  |
|                          | Filippo II Francesco d'Este | Sigismondo d'Este                    |                              |  |  |       |  |  |                    |  |  |                   |  |
|                          | Filippo II Francesco d'Este | Francesca Charledes d'Antel d'Hostel |                              |  |  |       |  |  |                    |  |  |                   |  |
| Sigismondo III d'Este    | Filippo II Francesco d'Este |                                      |                              |  |  |       |  |  |                    |  |  |                   |  |
|                          |                             | Margherita di Savoia                 | Carlo Emanuele I di Savoia   |  |  |       |  |  |                    |  |  |                   |  |
|                          |                             | Margherita di Savoia                 | Carlo Emanuele I di Savoia   |  |  |       |  |  |                    |  |  |                   |  |
|                          |                             | Margherita di Savoia                 | Margherita de Rousillon      |  |  |       |  |  |                    |  |  |                   |  |
| Matilde d'Este           |                             | Margherita di Savoia                 |                              |  |  |       |  |  |                    |  |  |                   |  |
|                          |                             | Ercole Grimaldi                      | Onorato II di Monaco         |  |  |       |  |  |                    |  |  |                   |  |
|                          |                             | Ercole Grimaldi                      | Onorato II di Monaco         |  |  |       |  |  |                    |  |  |                   |  |
|                          |                             | Ercole Grimaldi                      | Ippolita Trivulzio           |  |  |       |  |  |                    |  |  |                   |  |
| Teresa Maria Grimaldi    |                             | Ercole Grimaldi                      |                              |  |  |       |  |  |                    |  |  |                   |  |
|                          |                             | Maria Aurelia Spinola                | Luca Spinola                 |  |  |       |  |  |                    |  |  |                   |  |
|                          |                             | Maria Aurelia Spinola                | Luca Spinola                 |  |  |       |  |  |                    |  |  |                   |  |
|                          |                             | Maria Aurelia Spinola                | Pellina Spinola              |  |  |       |  |  |                    |  |  |                   |  |
|                          |                             | Maria Aurelia Spinola                |                              |  |  |       |  |  |                    |  |  |                   |  |